# Църногорски манастир
Църногорският или Гигинският манастир „Св. св. безсребреници и чудотворци Козма и Дамян Асийски“ е действащ православен манастир в Западна България.

## Местоположение
Намира се на около 16 km югозападно от град Брезник и на 4 km източно от село Гигинци, в полите на връх Тумба (1129 m) в планината Църна гора. Манастирът се намира на 1000 m надморска височина и до него се стига по 5 km асфалтов път.

## История
Първоначално манастирът се е намирал в местността Китка в подножието на връх Тумба. Най-старите манастирски постройки са датирани около ХІ – ХІІ век. От това време направените проучвания на старото и новото му място разкриват запазени останки от правоъгълно монашеско крило на манастира и на правоъгълна защитна кула. Такива защитни съоръжения са били обичайни за утвърдените манастири през Второто българско царство. Защитавали са Рилския, Хилендарския, Зографския манастири. Манастирът не е пострадал тежко при османското нашествие и се е наложил като средище на обществения живот на българите от съседните околии – Царибродска, Пиротска, Брезнишка, Софийска, Радомирска. Ежегодно край стените на манастира е ставало голямо пазарище. През XVI век в обителта се помещавало и килийно училище. Около 1737 – 1739 г. обаче пиротските турци започнали да гледат на многолюдния ежегоден събор на манастира като на конкурентен пазар, засенчващ прохождащия им Пиротски панаир. Те инсценирали сбиване на един от храмовите празници на манастира, на който бил убит турчин. Това дало повод за масово клане. Светата обител била подпалена, а софийският митрополит бил посечен и издъхнал във „Владишка планина“. След това манастирът бил ограбен и разрушен. И днес личат следи от основите му. Пламъците унищожили и манастирската библиотека с ценни църковнославянски богослужебни книги, кондиката и други манастирски документи.
Само след няколко години хилендарски монаси, които открили лековития извор в близост до съвременните постройки на манастира решили да преместят манастира до него. С помощта на местното население били построени килиите, стопанските постройки и сегашната църква. Участвали хората от селата Гигинци, Бегуновци, Ноевци, Кошерево, Селищен дол, Габров дол, Беренде, Ярджиловци и др. Отначало били построени килии и постройки за битови и стопански нужди (фурна, хамбар, магерница). По-късно, по инициативата на двама братя-свещеници от с. Бегуновци, е построена сегашната църква. Впоследствие те приели монашество с имената Хрисант и Иларион. Хрисант и Иларион получили разрешение за строежа на манастирската църква. Законът в Османската империя не допускал строежа на нови храмове и затова църквата била построена върху основите на по-стар храм, съществувал на това място, близо до аязмото от времето на първия манастир. Черквата е завършена през 1814 г. има два строителни периода. Първоначалната църква е била еднопространствена, едноапсидна, псевдотриконхална сграда, с полуцилиндрично сводово покритие. По-късно на запад е пристроен полукръгъл притвор, който всъщност е едно разширение на първоначалния кораб.
Според Андрей Грабар притворът е изграден към 1886 г., а според една приписка манастирът е изграден по времето на Карафеиз, Старата църква, над която е изграден сегашният Гигински манастир, вероятно е била също еднокорабна, едноапсидна, псевдотриконхална сграда, аналогична на църквите от късното средновековие в Горнострумските райони и Знеполе.
През възраждането престижът на светата обител се засилил. Тук софийският митрополит е ръкополагал свещениците на цялата околия, а в килийното училище на манастира децата от околните села се учели на вяра, четмо и писмо. „Св. св. Козма и Дамян“ е притежавал много имоти от времето на българските царе, дарени от местните чорбаджии и закупени с парите на поклонници. Нивите се обработвали с помощта на наемни работници от съседните села. Манастирът е имал няколко чифта волове, около хиляда овце, собствена мандра, хан в най-голямото село, голям пчелин. Добиваното зърно било значително – при една сушава година жителите на три села са били изхранени от монасите.
В манастира е запазен надпис от 1814 година, в който се споменава бившия кърджалийския главатар, а по това време аян на Брезник Кара Фейзи. Стенописите от края на XIX век са интересни с рисунките на местни ктитори, в които е предадена детайлно брезнишката носия от това време.
Сегашният манастирски комплекс се състои от жилищна сграда и манастирска църква. Жилищната сграда, разположена Г-образно, представлява двуетажна постройка с дървени стълби и чардак.
Според надписа на западната страна, манастирската църква е изградена в началото на ХІХ век и има два строителни периода. По време на първия църквата е представлявала еднопространствена, едноапсидна, псевдотриконхална сграда с полуцилиндрично сводово покритие. По-късно на запад е построен полукръгъл притвор. Своеобразната овална форма на притвора е самобитна българска и се среща още при църквите в с. Пенкьовци и с. Конска.
Манастирската църква е обявена за архитектурен паметник. Живописта по стените е нанасяна три пъти, като последното е от 1886 г. Образите са изпълнени в така наречения народен стил от образописеца Георги Попалексов.
Ктитори на манастира били поп Здравко и поп Игнат от с. Бегуновци. За да получат разрешение за възстановяване на манастира, подарили на Кара Феиз два угоени бивола, заедно с юларите и чуловете им. За построяване на манастира са били събирани помощи от околното население.
Основоположниците оставили за своето благородно дело приписка, залепена върху задната корица на едно „Софроние“ – първата старопечатна, на новобългарски език книга.
Един от големите благодетели на Гигинския манастир бил Алекси Стефанов от с. Гигинци, който дал много средства за уреждането му и за увеличаването на манастирските имоти. Ктиторът на църквата деда Алекса, е нарисуван в цял ръст от южната страна на църквата.
Извън манастира, в западна посока, са били манастирските кошари, овчарници и плевници. През турско имуществото му било значително. Както е разказвал дядо Алекса Витанов от Кошарево / р.1877/, през турско манастирът имал 1200 декара ниви и ливади, 800 овце с по десетина овчари и чираци, 60 говеда, добивал е 1500 кръстници жито, имал е собствена мандра. Всяка година на храмовия празник / 14 ноември по ст. ст./ – „Св. Врач“ – ставал нощен пазар.
Днес манастирът се обитава от монаси и е действащ. Извършват възстановителни и укрепителни ремонтни дейности.
На 8 май 2011 година е осветен новата черква в манастира, посветена на Свети Силуан Атонски.
През 2014 година манастирът отбелязва тържество 200-годишнината от възстановяването му през 1814 година след разрушаването от 1737-1739.
През ноември 2017 година Българският патриарх и Софийски митрополит Неофит изпраща писмо до манастира и препоръчва богослужението в обителта да започне да се извършва спрямо календара на Българската православна църква. Манастирското братство приема решението и от края на 2017 година празниците в манастира се отбелязват заедно с всички православни в България.

## Архитектура
Най-ценната сграда в манастира е църквата, построена през 1814 г. Тя е еднокорабна, едноапсидна, с две конхи и стенописи от края на 19 в.
Понастоящем Гигинският манастир е в процес на реставрация.

## Съвременно състояние на манастира
В годините до Втората световна война (1935 – 1940) тук безплатно почиват деца на бедни семейства от Перник и София. През 1937 г. манастирът остава без монаси и за кратко време е управляван от свещеници от околните села. След 1944 г. е превърнат в концлагер, а по-късно става последователно „дом за отдих на трудещите се“ и детско летовище – пионерски лагер. Накрая е превърнат в обор самият манастир, въпреки наличието на седем стопански сгради в килиите на монасите са отглеждани кози, овце, свине, зайци. За сградите не е полагана необходимата грижа и те започват да се разрушават, поради което манастирът е запуснат. Въпреки разрухата, през 1956 г. Гигинският манастир е обявен за архитектурен паметник, а през 1976 г. – за художествен паметник на културата.
След 1989 година манастирът започна да възстановява своя живот като духовен център на Брезнишкия край, съответно на днешната Пернишка област. През 1998 г. духовната дейност в Гигинския манастир е възобновена от бившия зографски монах архимандрит Евгений и започва възстановяване на стопанството и връщането на имотите. В изоставените, срутващи се сгради отново се заселват монаси, които започват да ги превръщат в обител. В храма отново започва да се служи. Постепенно сградите се пригаждат за обитаване. Започва възстановяването на стопанството и връщането на имотите. Изградени са водопровод и парно отопление, облагороден е целебният извор (съществуват твърдения за случаи на излекувани миряни, отпили от Светата вода). За изхранването на монасите спомага обработването на градините и отглеждането на животни. Организирани са няколко международни студентски бригади в помощ на братството при строително-ремонтните дейности и стопанската работа. Решителна помощ идва от държавния бюджет на различни министерства, постъпват частни дарения, както и пари по европроекти. Първата напълно възстановена сграда е тази на аязмото. Изградени са водопровод и парно отопление, облагороден е целебният извор. В началото на май 2007 г. е отслужен молебен и е направена първата копка за възстановяване на манастира и започва цялостно обновяване на манастирския комплекс, като се предвижда реставриране на трапезарията, хамбара и църквата, изграждане на рухналото източно крило и възстановяване на централния корпус. Започнатото обновяване на манастирския комплекс върви успешно и може да се каже, че по-голяма част от работата е свършена.

Понастоящем манастирът е със статута на епархийски мъжки общежителен манастир към Софийска епархия на Българската Православна Църква – Българска Патриаршия
Благодарение на предприемчивостта на йеромонах Никанор, една интересна със своя предишен светски живот личност, към манастира се насочват много, различни по своя вид дарения, с част от които е извършена реконструкция на изоставените и полуразрушени манастирски сгради.
С решение на манастирския събор на 16 октомври 2016 г. е проведен избор за игумен, на който братството единодушно посочва йеромонах Никанор, чийто избор впоследствие е канонично утвърден от българския патриарх Неофит в качеството му на митрополит на Софийската епархия
Наред с другите му приноси за подобряване условията на живот в манастира, както и усилията положени за възстановяване на манастирските имоти, електрификация на манастира и ремонт на пътя, водещ към самия манастир, неговите широки познания върху съвременните технологии допринасят за осъвременяване на манастирската общност откъм информационни и комуникационни услуги като интернет, телевизия и мобилни комуникации.
Братството е едно от първите в най-новата история на БПЦ-БП, което възстановява и поддържа манастирско-земеделско стопанство, в което се отглеждат до 100 бивола и 50 овце.